# Mercato del lavoro

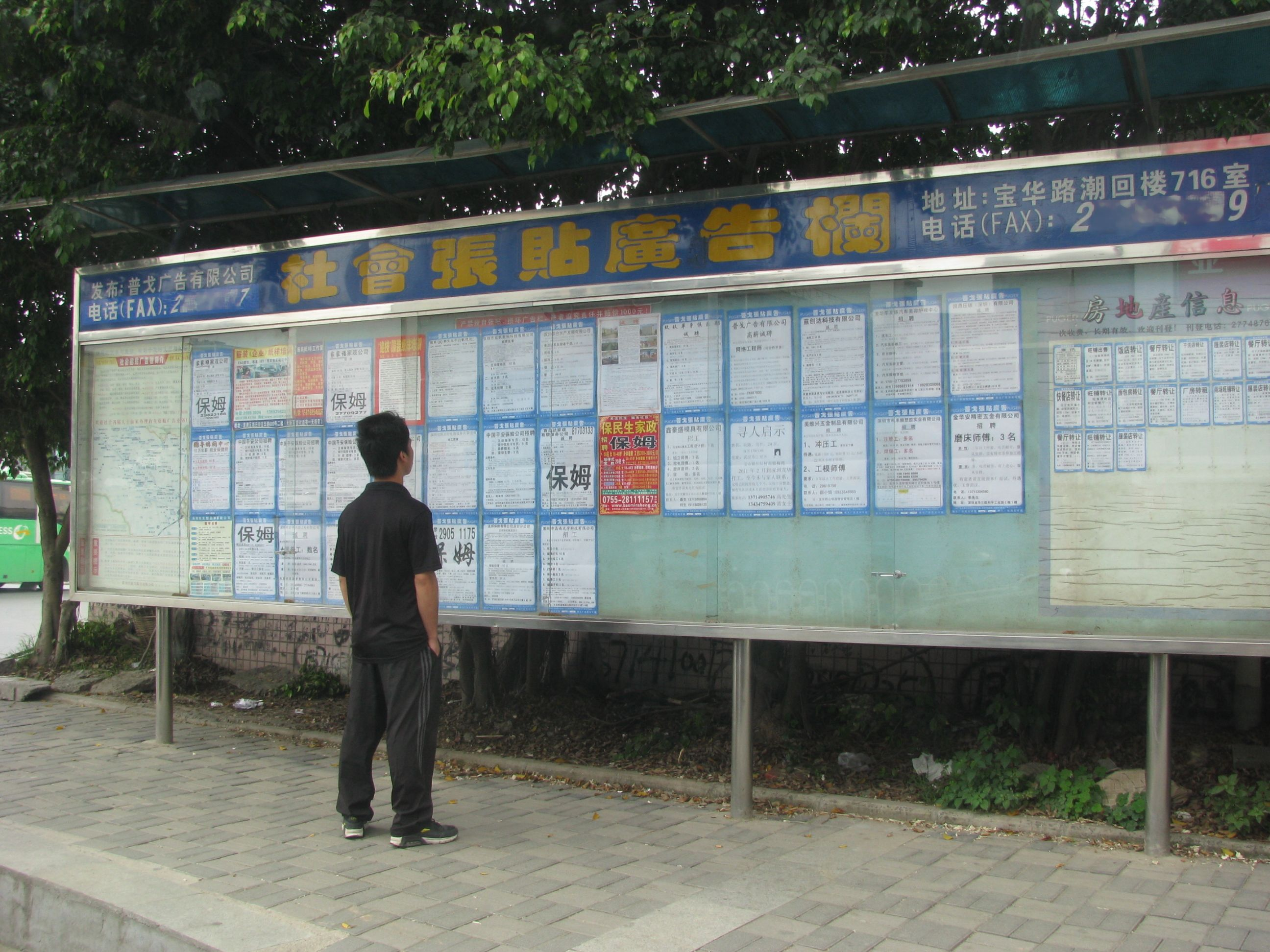
Bacheca degli annunci di lavoro a Shenzhen.

Mercato del lavoro è  un'espressione utilizzata per indicare l'insieme dei meccanismi che regolano l'incontro tra le persone in cerca di occupazione ed posti di lavoro.

## La prospettiva sociologica
Le discipline sociologiche analizzano il mercato del lavoro come un mercato sui generis, distinto dagli altri scambi di beni e servizi. Si tratta di un punto di vista che trova concordi anche economisti non ortodossi, come esplicita l'economista Robert M. Solow:
(Il mercato del lavoro come istituzione sociale - Robert M. Solow)
È possibile rintracciare tre diverse accezioni capaci di riassumere le peculiarità di questo mercato:
- Nella prospettiva microsociologica il mercato del lavoro è una costruzione sociale, in cui lavoratori e imprese costruiscono in termini cognitivi l'ambiente ove operano. Viene pertanto rifiutata l'ipotesi proposta dagli economisti secondo cui il mercato è un luogo asettico e impersonale di incontro domanda/offerta.
- Nella prospettiva macrosociologica i comportamenti e le scelte sono determinati dai sistemi di status e dai rapporti sociali in cui gli attori sono embedded (ossia socialmente inseriti).
- Nella prospettiva intermedia l'individuo è inserito in reti interpersonali che condizionano:
  - il suo sistema di preferenze;
  - il grado di lealtà adoperata;
  - la quantità di risorse impiegate e ricavate.

Gli individui sono quindi considerati come soggetti radicati in strutture sociali che condizionano le loro preferenze e le loro azioni e fanno parte di gruppi solidali al loro interno che si contrappongono sul mercato. Il mercato del lavoro rispecchia le diseguaglianze e le strutture di potere della società.

In definitiva gli obiettivi economici sono preponderanti ma allo stesso tempo si combinano con la ricerca di socialità e di potere.

## Il rapporto tra domanda e offerta di lavoro
È possibile analizzare quali sono i fattori sociali e culturali che provocano un discostamento della domanda e dell'offerta di lavoro dalle teorie economiche pure. In particolare l'offerta di lavoro è condizionata:
- Dalle aspirazioni professionali dei lavoratori. Esse a loro volta sono condizionate dai livelli di istruzione e dalla cultura del lavoro.
- Dalla capacità dei lavoratori di mobilitare relazioni (forti e deboli) e risorse sociali.
- Dal ruolo della famiglia; in particolare le differenze di genere nel processo di formazione dell'offerta sono fondamentali.
- Dai vincoli dovuti alle responsabilità extra-lavorative (in termini di orari, mobilità, etc).

Allo stesso modo la domanda di lavoro è condizionata:
- Dal tipo di posizionamento competitivo delle imprese.
- Dalle strategie di reclutamento e gestione del personale scelte dalle imprese.
- Dalle rappresentazioni condivise in ordine al ruolo di specifiche categorie di lavoratori (per es. la segregazione di genere e la discriminazione razziale).

L'incontro domanda/offerta di lavoro non avviene su un mercato impersonale e in corrispondenza di un salario d'equilibrio, ma è condizionato:
- Dall'esistenza di una pluralità di mercati della domanda e dell'offerta, in relazione alle caratteristiche delle società locali.
- Da fenomeni di mismatch occupazionale dovuti all'inadeguatezza delle qualifiche, alla selettività dell'offerta, all'incompatibilità delle culture del lavoro, ecc.
- Dall'esistenza di mercati locali del lavoro o “zone specifiche” dell'economia.
- Dal ritorno in auge del cosiddetto mercato della vita in cui si scambia non solo capacità lavorativa anonima, qualificata da capacità acquisite di ordine professionale, ma l'intera personalità del lavoratore con tutte le sue caratteristiche ascritte.
- Dalla regolazione giuridica del mercato del lavoro e dalla possibilità di eluderla.
- Dalle politiche del lavoro e dell'occupazione (nazionali e/o locali).
- Dai sistemi di relazioni industriali.
- Dall'intervento di istituzioni di sostegno all'incontro domanda/offerta (centri per l'impiego, agenzie private d'intermediazione, uffici di collocamento).
- Dalla persistenza di segmenti dell'economia regolati dalla tradizione e da vincoli familistici e comunitari.
- Dall'operare di organizzazioni illegali quali ad es. il caporalato.

## Mercato interno e mercato esterno
Per una migliore definizione, è utile classificare il mercato del lavoro in:
- mercato esterno, che è il vero e proprio mercato del lavoro, sul quale si offrono, in concorrenza tra loro, persone non ancora occupate o in cerca di un posto migliore;
- mercato interno, il quale definisce le procedure all'interno di un'organizzazione per spostare gli occupati da un posto a un altro, e per stabilire dei percorsi di carriera.

Le imprese, nelle proprie strategie di gestione del personale, fanno alternativamente ricorso all'uno o all'altro mercato:
- acquistando sul mercato le risorse umane di cui hanno bisogno, eventualmente offrendo un salario più alto rispetto a quello dei concorrenti;
- coltivando la professionalità dei propri dipendenti, investendo nella loro formazione e garantendosi in questo modo la disponibilità delle risorse umane di cui prevedono di avere bisogno.